# Libro de Moisés
El Libro de Moisés, dictado por Joseph Smith, es uno de los textos que conforman la Perla de gran precio, uno de los libros sagrados de la Iglesia de Jesucristo de los Santos de los Últimos Días, también conocida como iglesia SUD o iglesia mormona, y de la versión de Doctrina y convenios de la Comunidad de Cristo. El libro comienza con las «Visiones de Moisés», un prólogo de la historia de la creación y la caída del hombre (Moisés capítulo 1), y continúa con el material correspondiente a la Traducción de la Biblia de Joseph Smith (TJS, también conocida como la Versión Inspirada de la Biblia) de los primeros seis capítulos del Libro de Génesis (Moisés capítulos 2–5,8), interrumpido por dos capítulos de «extractos de la profecía de Enoc» (Moisés capítulos 6–7). Porciones del Libro de Moisés fueron publicadas originalmente por separado por la iglesia SUD en 1851, pero luego se combinó y publicó como el Libro de Moisés en la Perla de Gran Precio. La Comunidad de Cristo publica el mismo material como parte de su versión de Doctrina y convenios, y de la Versión Inspirada (VI) de la Biblia.

## Origen
En junio de 1830, Smith comenzó una nueva traducción de la Biblia que tenía la intención de restaurar «muchos puntos importantes que tocaban la salvación de los hombres, [que] habían sido tomados de la Biblia o perdidos antes de ser compilados». Los capítulos que ahora forman el Libro de Moisés se publicaron por primera vez en los periódicos de la iglesia Evening and Morning Star y Times and Seasons en las décadas de 1830 y 1840.

### Publicación de la Iglesia de Jesucristo de los Santos de los Últimos Días
El Libro de Moisés se considera parte del canon sagrado de la iglesia SUD. Los ocho capítulos del Libro de Moisés se incluyeron como un libro separado dentro de la Perla de gran precio después de una serie de eventos posteriores a la muerte de Smith. Franklin D. Richards, quien publicó la primera edición de la Perla de gran precio en 1851, solo tuvo acceso a las primeras versiones del TJS que se encuentran en los periódicos de la iglesia junto con otra parte incompleta escrita a mano de TJS de Génesis, no los manuscritos originales. Por esta razón, el Libro de Moisés terminó abruptamente en medio de la historia de Noé. Richards publicó todo lo que tenía en ese momento, y lo que ahora es el Libro de Moisés fue luego agregado por Orson Pratt en la edición de 1878 de la Perla de gran precio. La Perla de gran precio, incluido el Libro de Moisés, fue oficialmente canonizada por la iglesia SUD en 1880.

### Publicación de la Comunidad de Cristo
La Comunidad de Cristo, denominada anteriormente Iglesia Reorganizada de Jesucristo de los Santos de los Últimos Días o iglesia RLDS, comenzó a publicar partes del Libro de Moisés en su versión de Doctrina y convenios en 1864. La Sección 22 de Doctrina y convenios contiene el capítulo 1 de Moisés y la sección 36 contiene el capítulo 7 de Moisés. La inclusión de estos extractos en Doctrina y convenios fue aprobada oficialmente por la Comunidad de Cristo en 1970.
La Comunidad de Cristo comenzó a publicar la Traducción de la Biblia de Joseph Smith en 1867 (dándole el nombre de «Las Sagradas Escrituras» y más comúnmente conocida como la «Versión Inspirada»); las porciones del Libro de Moisés que no están contenidas en el Doctrina y convenios de la Comunidad de Cristo están contenidas en la Versión Inspirada.

## Sinopsis y paralelismos con textos bíblicos

### Moisés 1
Los eventos descritos en Moisés 1 se presentan como ocurridos en algún momento después de que Jehová le habló a Moisés fuera de la zarza ardiente, pero antes de que Moisés regresara a Egipto para liberar a los hijos de Israel (Ver Éxodo 4:27). Los detalles de la experiencia de Moisés en el capítulo 1 lo ubican directamente en la tradición de la antigua literatura de «ascenso celestial» (por ejemplo, el Apocalipsis pseudoepigráfico de Abraham) y su relación con la teología, los ritos y las ordenanzas del templo. Después de un breve prólogo, a Moisés se le da una descripción de la majestad de Dios y una confirmación de la obra a la que previamente había sido preordenado como «hijo de Dios». Luego se le muestra el «mundo en el que fue creado» y «todos los hijos de los hombres que son y que fueron creados». Luego, después de haber salido de la presencia de Dios y ya no estar vestido de su gloria, Moisés cae a la tierra. Luego se le deja a sí mismo para ser probado en un dramático encuentro con Satanás. Habiendo desterrado a Satanás por el poder del Unigénito, Moisés está «lleno del Espíritu Santo». Él «invoca el nombre de Dios» en oración, y es respondido por una voz que enumera bendiciones específicas. Mientras «la voz todavía habla», Moisés contempla cada partícula de la tierra y todos sus habitantes. La secuencia culminante comienza en el versículo 31 cuando Moisés, después de continuar preguntando al Señor, regresa a su presencia. Dios luego habla con Moisés cara a cara, describiendo sus propósitos para esta tierra y sus habitantes («esta es mi obra y mi gloria: hacer realidad la inmortalidad y la vida eterna del hombre», Moisés 1:39). Finalmente, el capítulo termina con una alusión que se refiere a la restauración de Smith de las palabras perdidas de las Escrituras (haciéndose eco de una profecía similar en el pseudoepigráfico 2 Enoc 35:1–2), y afirmando que estas palabras deben mostrarse solo a aquellos que creen (paralela al pseudoepigráfico 4 Ezra 14:6, 45-47). Luego sigue una visión que describe la creación, la caída del hombre y los eventos posteriores en la vida de Adán y Eva y sus descendientes. Esto es consistente con las antiguas fuentes judías que afirman que Moisés vio estos eventos en visión.

### Moisés 2–8
Moisés 2–8 generalmente sigue los primeros capítulos del Libro del Génesis , pero a menudo proporciona interpretaciones alternativas del texto o detalles adicionales significativos que no se encuentran en la Biblia . Entre las diferencias notables están las siguientes:
Moisés 2 (véase Génesis 1): en el versículo 1 se agrega un breve prólogo que afirma que el relato deriva de las palabras de Dios directamente a Moisés. La repetición de la frase «Yo, Dios» a lo largo del capítulo también enfatiza la supuesta naturaleza de primera mano. de la cuenta. La idea de que todas las cosas fueron creadas «por el Unigénito mío» (es decir, Jesucristo, en su estado premortal) se aclara, al igual que la identidad del Hijo como cocreador en el momento en que Dios dijo «Hagamos al hombre». De lo contrario, la estructura y las premisas básicas del relato de Génesis de la Creación quedan intactas. Si bien siguen esquemas generalmente similares, las dos versiones posteriores de la historia de la creación que figuran en el Libro de Abraham y en la investidura del temploestán repletos de cambios adicionales, algunos sutiles y otros sorprendentes, que brindan nuevas perspectivas sobre los eventos retratados. [13]

### Moisés 3
Moisés 3 (cf. Génesis 2): El Libro de Moisés explica el significado del versículo 5 en términos de la idea SUD de una creación espiritual . Dios explica que Él: «creó todas las cosas... espiritualmente, antes de que estuvieran naturalmente sobre la faz de la tierra. Porque yo, el Señor Dios, no había causado que lloviera sobre la faz de la tierra. Y yo, el Señor Dios, había creado todos los hijos de los hombres, y no todavía un hombre para labrar la tierra, para creado en el cielo ellos, y todavía no había carne sobre la tierra, ni en el agua, ni en el aire» (adiciones en cursiva).[ cf 1] De acuerdo con este concepto, algunas fuentes antiguas afirman que las huestes celestiales, descritas de diversas maneras como los ángeles, los hijos de Dios y/o las almas de la humanidad, eran parte de la luz que apareció en el primer día de la creación.[14] El versículo 17 se expande de una manera que refuerza los SUD enseñan que Adán y Eva fueron colocados en una situación en la que estaban obligados a ejercer la libertad de elección con el fin de continuar su progresión a través de la experiencia de la vida en la tierra.[cf 2] Como en el Corán, la transgresión de Adán y Eva que condujo a su venida a la tierra se considera un paso positivo y necesario que proporcionaría la educación preparatoria que necesitaban para un eventual regreso glorioso al cielo.[15]

### Moisés 4
Moisés 4 (cf. Génesis 3): se agregan cuatro versículos al comienzo de la versión de Génesis de este capítulo, interrumpiendo el flujo de la historia para dar cuenta de los concilios celestiales donde se discutió y decidió la naturaleza y los propósitos de la creación. Estos versículos hacen eco de historias en el midrash judío que registra que Dios «tomó consejo con las almas de los justos antes de crear el mundo».[16] También se da un resumen de la historia de la caída del cielo de Satanás. Al igual que el Corán, y en contraste con el Génesis, los relatos correspondientes de la rebelión de Satanás y la caída de Adán y Eva forman una «historia única y continua».[17]

### Moisés 5
Moisés 5 (cf. Génesis 4): El Libro de Moisés agrega quince versículos al comienzo del relato de Génesis. Los versículos 1–6 destacan la obediencia de Adán y Eva al enumerar su fidelidad a cada uno de los mandamientos que se les habían dado. Adán y Eva comenzaron a «labrar la tierra, y tener dominio sobre todas las bestias del campo, y comer su pan con el sudor de su frente». Del mismo modo, Eva cumplió la comisión que había recibido en el Jardín del Edén y «dio a luz... hijos e hijas, y comenzaron a reponer la tierra». Además, «Adán fue obediente a los mandamientos del Señor» de «ofrecer a los primogénitos de sus rebaños» durante «muchos días», a pesar de que todavía no entendía completamente la razón por la cual se le había ordenado. El período de prueba para Adán que involucra «muchos días» cuentas pseudepigraphal como la vida de Adán y Eva.[18] También recordando paralelos en estas historias antiguas está el relato del libro de Moisés de cómo la obediencia duradera de Adán y Eva es recompensada con el anuncio de su redención a través del sacrificio eventual del hijo de Dios (versículos 6-13). A la luz de este prólogo extendido que ensalza la virtud de la obediencia y la promesa de la redención, la historia ampliada del Libro de Moisés sobre la rebelión y el asesinato de Caín de su hermano Abel aparece en un alivio aún más marcado. El pacto asesino de Caín con Satanás se presenta como el fundamento de «combinaciones secretas» que luego florecen entre los malvados y proporcionan un contexto plausible para el relato más fragmentado de Génesis de Lamec Está matando a su rival. El capítulo termina con la declaración de que «todas las cosas fueron confirmadas a Adán, por una ordenanza sagrada, y se predicó el Evangelio, y se envió un decreto, que debería estar en el mundo, hasta el final del mismo».

### Moisés 6
Moisés 6 (cf. Génesis 5): Las expansiones en la primera parte del capítulo describen aún más la historia del justo Set. Se dice que la «genealogía» de sus descendientes se guarda en un «libro de recuerdos». Fuentes judías e islámicas describen un libro similar, destinado a preservar «la sabiduría primordial del paraíso para Adán y sus generaciones» y también «la genealogía de toda la raza humana».[19] Moisés capítulo 6 contiene la historia del llamado y la predicación de Enoc. Aunque el relato bíblico de la vida de Enoc ocupa solo dos versículos, su historia ocupa la mayor parte del capítulo 6 y todo el capítulo 7 del libro de Moisés. Relatos extendidos de las experiencias de Enoc, que contienen paralelos sorprendentes con el Libro de Moisés (particularmente en el Libro de Gigantes Enochic de Qumran), también circularon ampliamente en el judaísmo del Segundo Templo y el cristianismo primitivo.[20][21] Algunas de las semejanzas más significativas en el capítulo 6 de Moisés no se encuentran en 1 Enoc, sino en pseudepigráfico relacionado publicado después de la muerte de Joseph Smith, como el Segundo Libro de Enoc (publicado por primera vez a finales del 19 siglo), 3 Enoc (la primera traducción ampliamente difundida fue de Odeberg en 1928), pero especialmente en las intrigantes elaboraciones del Libro de gigantes de Qumran (descubierto en 1948). Como un ejemplo de paralelos con el Segundo y Tercer Libros de Enoc, Moisés 6:31 llama a Enoc de 65 años un «muchacho» (el único uso de este término en las escrituras SUD), que corresponde al uso un tanto desconcertante de este término para describir Enoc/Metatron en, por ejemplo, 2 Enoc 10:4 y 3 Enoc 3:2, 4:2 y 4:10.[21][22] [23] Hablando de una referencia a «muchacho» en el Segundo Libro de Enoc, el erudito no mormón Gary Anderson escribe: «La aclamación de Enoch como "muchacho" es curiosa... Vale la pena señalar que de todos los nombres dados a Enoc, el título "muchacho" se destaca como particularmente apto y apropiado por el anfitrión celestial».[24] Con respecto al Libro de los Gigantes, los paralelos con los capítulos de Enoc en el Libro de Moisés se concentran en unas escasas tres páginas de fragmentos de Qumran. Estas semejanzas van desde temas generales en la línea de la historia (obras secretas, asesinatos, visiones, libros de recuerdos terrenales y celestiales que evocan miedo y temblor, corrupción moral, esperanza para el arrepentimiento y la eventual derrota de los adversarios de Enoc en la batalla, terminando con su completa destrucción y encarcelamiento) a ocurrencias específicas de expresiones raras en contextos correspondientes (la referencia al «hombre salvaje», el nombre y el papel paralelo de Mahijah/Mahujah y el «rugido de las bestias salvajes»).[21][23]

### Moisés 7
Moisés 7 : este capítulo continúa la historia de la predicación de Enoc, incluida una visión del «Hijo del hombre», un motivo favorito en el Libro de parábolas pseudoepigráficas en 1 Enoc [cf 3] que también aparece en marcada densidad en toda la visión del Libro de Moisés de Enoc [cf 4]. «Elegido»,[cf 5] «Ungido»,[cf 6] y «Justo»[cf 7] que aparecen prominentemente tanto en 1 Enoc como en la historia SUD Enoc. Después de considerar el debate a veces polémico entre los académicos sobre los referentes únicos o múltiples de estos títulos y su relación con otros textos, Nickelsburg y VanderKam concluyen que el autor de 1 Enoc (como el autor del Libro de Moisés) «vio él... figuras tradicionales que tienen un solo referente y aplican las diversas designaciones y características que le parecieron apropiadas».[25] De acuerdo con los textos encontrados en Nag Hammadi,[26] el Enoc de Smith compara directamente la relación filial entre Dios y su Hijo Unigénito en el Nuevo Testamento con la noción Enoquiana del Hombre perfecto y el Hijo del Hombre: «El Hombre de Santidad es el nombre [de Dios], y el nombre de Su Unigénito es el Hijo del hombre, incluso Jesucristo, un juez justo, que vendrá en el meridiano del tiempo» (Moisés 6:57). La descripción específica única del papel del Hijo del Hombre dada en este versículo del libro de Moisés como un «juez justo» es muy característica del Libro de las Parábolas dentro de 1 Enoc, donde el papel principal del Hijo del Hombre es también el de un juez (por ejemplo, 1 Enoc 69:27. Cf. Juan 5:27)[25] En una visión de Enoc que se encuentra en el libro de Moisés, tres grupos distintos lloran por la maldad de la humanidad: Dios (Moisés 7:28; cf. versículo 29), los cielos (Moisés 7:28, 37) y el propio Enoc. (Moisés 7:41, 49) Además, la tierra está de luto por sus hijos (Moisés 7: 48–49). Este coro de llanto es consistente con la literatura antigua de Enoc.[27][28] Moisés capítulo 7 concluye con la historia de cómo Enoc reunió a los justos en una ciudad que llamó Sion que fue llevada al cielo, una historia cuyos antiguos paralelos han sido explorados por David J. Larsen.[29]

### Moisés 8
(cf. Génesis 5-6): se dan detalles adicionales sobre la historia de Matusalén y la predicación de Noé, haciendo hincapié nuevamente en la venida de Jesucristo y la necesidad del bautismo . El término «hijos de Dios», como aparece en el episodio enigmático de los matrimonios no coincidentes en la Biblia (Génesis 6:1) y se relaciona con pasajes en 1 Enoc 6–7 sobre los «Vigilantes» ha sido la fuente de controversia entre los eruditos. Contradiciendo las tradiciones que representan a estos esposos como ángeles caídos, el Libro de Moisés (Moisés 8:13-15) es consistente con las primeras tradiciones cristianas que los retratan como simples mortales que reclaman el título de hijos de Dios en virtud de su sacerdocio (véase Moisés 6:64–68).[30] El Libro de Moisés termina abruptamente justo antes del diluvio de Noé, pero la historia continúa en el resto de la versión del Génesis traducido por Joseph Smith.

## Análisis de los expertos
En contraste con numerosos análisis académicos del Libro de Mormón y del Libro de Abraham que comenzaron a aparecer en el siglo XIX, las exploraciones de los fundamentos textuales de la Traducción de la Biblia de Joseph Smith (TJS) comenzaron en serio solo en la década de 1960, con los trabajos pioneros del erudito RLDS Richard P. Howard y el erudito SUD Robert J. Matthews. Una transcripción facsímil de todos los manuscritos originales del TJS se publicó por última vez en 2004. Entre otros estudios del TJS, el profesor de la Universidad Brigham Young Kent P. Jackson, un antiguo alumno de estos temas, preparó un estudio detallado del texto de las porciones del TJS relacionadas con el Libro de Moisés en 2005.
Aunque varios estudios breves del Libro de Moisés habían aparecido previamente como parte de los comentarios mormones apologéticos y centrados en la doctrina sobre la Perla de gran precio, el primer comentario detallado por versículo y el primero en incorporar cantidades significativas de textos modernos, fue publicada por Richard D. Draper, S. Kent Brown y Michael D. Rhodes en 2005.
En 2009, se publicó un volumen de 1100 páginas de Jeffrey M. Bradshaw , titulado In God's Image and Likeness (En la imagen y semejanza de Dios), que contiene un comentario exhaustivo sobre Moisés 1–6:12, e incorpora una amplia gama de perspectivas académicas y citas de textos antiguos. El libro presenta una extensa bibliografía anotada sobre fuentes antiguas y más de cien ilustraciones relevantes con subtítulos detallados.
En su tesis de maestría, Salvatore Cirillo cita y amplifica los argumentos de D. Michael Quinn de que la evidencia disponible de que Smith tuvo acceso a trabajos publicados relacionados con 1 Enoc se ha movido «más allá de la probabilidad, de hecho». Concluye que no hay otra explicación que esta para las similitudes sustanciales que encuentra entre el Libro de Moisés y el libro pseudoepigráfico Enoc. Sin embargo, reflexionando sobre la «coincidencia» de la aparición de la primera traducción al inglés de 1 Enoc en 1821, solo unos años antes de que Smith supuestamente recibiera sus revelaciones de Enoc, Richard L. Bushman concluye: «Es apenas concebible que Joseph Smith supiera acerca de la traducción de Laurence del libro de Enoc». Quizás aún más significativo es el hecho de que los temas principales de «los 105 capítulos traducidos de Laurence no se parecen a Enoc de Joseph Smith de ninguna manera obvia». Además de la prominencia compartida del motivo del Hijo del Hombre en el Libro de las Parábolas de 1 Enoc y el Libro de Moisés y algunos temas comunes en las visiones de Noé de Enoc, las semejanzas más sorprendentes con los escritos de Smith no se encuentran en 1 Enoc, sino en la literatura Enoquiana publicada después de la muerte de Smith. Como un ejemplo impresionante de tales semejanzas postmortem, Cirillo cita (pero no proporciona ninguna explicación de procedencia) para el personaje Mahujah / Mahijah en Qumran Book of the Giants y el Libro de Moisés.
Como explicación alternativa para el nombre y el papel de Mahujah / Mahijah en el Libro de Moisés, Matthew Black formuló una hipótesis en una conversación informada por el erudito mormón Gordon C. Thomasson que «ciertos grupos cuidadosamente clandestinos habían mantenido, hasta la Edad Media, sub rosa, una tradición religiosa esotérica basada en los escritos de Enoc, al menos en la época e influencia de Dante» y «que un miembro de uno de los grupos esotéricos que había descrito anteriormente debe haber sobrevivido en el siglo XIX, y escuchar de Joseph Smith, debe haber traído los textos de Enoc del grupo a Nueva York desde Italia para que el profeta los tradujera y publicara».
John L. Brooke afirma que Sidney Rigdon, entre otros, fue un «conducto de la tradición masónica durante los primeros años de Joseph» y luego hace una serie de afirmaciones que conectan el mormonismo y la masonería. Estas afirmaciones, incluidas las conexiones con la historia de los pilares de Enoc en Royal Arch Masonry, son discutidas por los eruditos mormones William J. Hamblin, et al. El erudito no mormón Stephen Webb estuvo de acuerdo con Hamblin, et al, concluyendo que «la evidencia real de cualquier vínculo directo entre la teología [de Joseph Smith] y la tradición hermética es tenue en el mejor de los casos, y dado que los eruditos debaten vigorosamente si el hermetismo constituye incluso una tradición coherente y organizada, el libro de Brooke debe leerse con bastante escepticismo».
Algunos eruditos no mormones han expresado su aprecio por la importancia de los esfuerzos de traducción de Smith a la luz de documentos antiguos. El crítico de la Universidad de Yale de la literatura secular y sagrada Harold Bloom, que clasifica el Libro de Moisés y el Libro de Abraham entre las obras «más sorprendentes» y «descuidadas» de la escritura SUD, está intrigado por el hecho de que muchos de sus temas son «sorprendentemente parecidos a las sugerencias antiguas» que esencialmente reafirman «la religión judía arcaica u original, un judaísmo que precedió incluso al Yahwist». Mientras expresa «ningún juicio, de una forma u otra, sobre la autenticidad» de la escritura SUD, encuentra «enorme validez» en la forma en que estos escritos «recuperan... elementos cruciales en la arcaica religión judía... que habían dejado de estar disponibles para judaísmo normativo o al cristianismo, y que sobrevivió solo en tradiciones esotéricas que probablemente no hayan tocado a Smith directamente». Con respecto a cualquier posibilidad que Smith pudiera haber extraído de manuscritos antiguos en sus escritos, Bloom concluye: «No creo que las fuentes escritas fueran necesarias». Stephen Webb concluye que Smith «sabía más sobre teología y filosofía de lo que era razonable que cualquier persona en su posición supiera, como si estuviera sumergiéndose en la profunda inconsciencia colectiva del cristianismo con una pluma muy larga».

## Genealogía
El Libro de Moisés contiene un relato detallado de los descendientes de Adán. La genealogía del Libro de Abraham se muestra a continuación. Negrita denota individuos no del Génesis. Los nombres Egipto y Faraón no están presentes en el Libro de Moisés, pero se mencionan en el Libro de Abraham, otro libro de las escrituras mormonas.
|       |       |       |       |       |       |          |          |          |          |          |          |           |           |           |           | Adán       | Adán       | Adán       | Adán       | Adán       | Adán       |      |      | Eva    | Eva    | Eva    | Eva    | Eva    | Eva    |      |     |            |            |            |            |            |            |         |         |         |         |         |         |  |  |  |  |  |  |  |  |  |  |  |  |  |  |  |  |  |  |  |  |  |  |  |  |  |  |  |  |  |  |
|       |       |       |       |       |       |          |          |          |          |          |          |           |           |           |           | Adán       | Adán       | Adán       | Adán       | Adán       | Adán       |      |      | Eva    | Eva    | Eva    | Eva    | Eva    | Eva    |      |     |            |            |            |            |            |            |         |         |         |         |         |         |  |  |  |  |  |  |  |  |  |  |  |  |  |  |  |  |  |  |  |  |  |  |  |  |  |  |  |  |  |  |
|       |       |       |       |       |       |          |          |          |          |          |          |           |           |           |           |            |            |            |            |            |            |      |      |        |        |        |        |        |        |      |     |            |            |            |            |            |            |         |         |         |         |         |         |  |  |  |  |  |  |  |  |  |  |  |  |  |  |  |  |  |  |  |  |  |  |  |  |  |  |  |  |  |  |
|       |       |       |       |       |       |          |          |          |          |          |          |           |           |           |           |            |            |            |            |            |            |      |      |        |        |        |        |        |        |      |     |            |            |            |            |            |            |         |         |         |         |         |         |  |  |  |  |  |  |  |  |  |  |  |  |  |  |  |  |  |  |  |  |  |  |  |  |  |  |  |  |  |  |
|       |       |       |       |       |       | son      | son      | son      | son      | son      | son      |           |           | Caín      | Caín      | Caín       | Caín       | Caín       | Caín       |            |            | Abel | Abel | Abel   | Abel   | Abel   | Abel   |        |        |      |     | Set        | Set        | Set        | Set        | Set        | Set        |         |         |         |         |         |         |  |  |  |  |  |  |  |  |  |  |  |  |  |  |  |  |  |  |  |  |  |  |  |  |  |  |  |  |  |  |
|       |       |       |       |       |       | son      | son      | son      | son      | son      | son      |           |           | Caín      | Caín      | Caín       | Caín       | Caín       | Caín       |            |            | Abel | Abel | Abel   | Abel   | Abel   | Abel   |        |        |      |     | Set        | Set        | Set        | Set        | Set        | Set        |         |         |         |         |         |         |  |  |  |  |  |  |  |  |  |  |  |  |  |  |  |  |  |  |  |  |  |  |  |  |  |  |  |  |  |  |
|       |       |       |       |       |       | daughter | daughter | daughter | daughter | daughter | daughter |           |           |           |           |            |            |            |            |            |            |      |      |        |        |        |        |        |        |      |     | Enós       | Enós       | Enós       | Enós       | Enós       | Enós       |         |         |         |         |         |         |  |  |  |  |  |  |  |  |  |  |  |  |  |  |  |  |  |  |  |  |  |  |  |  |  |  |  |  |  |  |
|       |       |       |       |       |       | daughter | daughter | daughter | daughter | daughter | daughter |           |           |           |           |            |            |            |            |            |            |      |      |        |        |        |        |        |        |      |     | Enós       | Enós       | Enós       | Enós       | Enós       | Enós       |         |         |         |         |         |         |  |  |  |  |  |  |  |  |  |  |  |  |  |  |  |  |  |  |  |  |  |  |  |  |  |  |  |  |  |  |
|       |       |       |       |       |       |          |          |          |          |          |          |           |           |           |           |            |            |            |            |            |            |      |      |        |        |        |        |        |        |      |     |            |            |            |            |            |            |         |         |         |         |         |         |  |  |  |  |  |  |  |  |  |  |  |  |  |  |  |  |  |  |  |  |  |  |  |  |  |  |  |  |  |  |
|       |       |       |       |       |       |          |          |          |          |          |          | Enoc      | Enoc      | Enoc      | Enoc      | Enoc       | Enoc       |            |            |            |            |      |      |        |        |        |        |        |        |      |     | Cainan     | Cainan     | Cainan     | Cainan     | Cainan     | Cainan     |         |         |         |         |         |         |  |  |  |  |  |  |  |  |  |  |  |  |  |  |  |  |  |  |  |  |  |  |  |  |  |  |  |  |  |  |
|       |       |       |       |       |       |          |          |          |          |          |          | Enoc      | Enoc      | Enoc      | Enoc      | Enoc       | Enoc       |            |            |            |            |      |      |        |        |        |        |        |        |      |     | Cainan     | Cainan     | Cainan     | Cainan     | Cainan     | Cainan     |         |         |         |         |         |         |  |  |  |  |  |  |  |  |  |  |  |  |  |  |  |  |  |  |  |  |  |  |  |  |  |  |  |  |  |  |
|       |       |       |       |       |       |          |          |          |          |          |          | Irad      | Irad      | Irad      | Irad      | Irad       | Irad       |            |            |            |            |      |      |        |        |        |        |        |        |      |     | Mahalaleel | Mahalaleel | Mahalaleel | Mahalaleel | Mahalaleel | Mahalaleel |         |         |         |         |         |         |  |  |  |  |  |  |  |  |  |  |  |  |  |  |  |  |  |  |  |  |  |  |  |  |  |  |  |  |  |  |
|       |       |       |       |       |       |          |          |          |          |          |          | Irad      | Irad      | Irad      | Irad      | Irad       | Irad       |            |            |            |            |      |      |        |        |        |        |        |        |      |     | Mahalaleel | Mahalaleel | Mahalaleel | Mahalaleel | Mahalaleel | Mahalaleel |         |         |         |         |         |         |  |  |  |  |  |  |  |  |  |  |  |  |  |  |  |  |  |  |  |  |  |  |  |  |  |  |  |  |  |  |
|       |       |       |       |       |       |          |          |          |          |          |          | Mahujael  | Mahujael  | Mahujael  | Mahujael  | Mahujael   | Mahujael   |            |            |            |            |      |      |        |        |        |        |        |        |      |     | Jared      | Jared      | Jared      | Jared      | Jared      | Jared      |         |         |         |         |         |         |  |  |  |  |  |  |  |  |  |  |  |  |  |  |  |  |  |  |  |  |  |  |  |  |  |  |  |  |  |  |
|       |       |       |       |       |       |          |          |          |          |          |          | Mahujael  | Mahujael  | Mahujael  | Mahujael  | Mahujael   | Mahujael   |            |            |            |            |      |      |        |        |        |        |        |        |      |     | Jared      | Jared      | Jared      | Jared      | Jared      | Jared      |         |         |         |         |         |         |  |  |  |  |  |  |  |  |  |  |  |  |  |  |  |  |  |  |  |  |  |  |  |  |  |  |  |  |  |  |
|       |       |       |       |       |       |          |          |          |          |          |          | Matusalen | Matusalen | Matusalen | Matusalen | Matusalen  | Matusalen  |            |            |            |            |      |      |        |        |        |        |        |        |      |     | Enoc       | Enoc       | Enoc       | Enoc       | Enoc       | Enoc       |         |         |         |         |         |         |  |  |  |  |  |  |  |  |  |  |  |  |  |  |  |  |  |  |  |  |  |  |  |  |  |  |  |  |  |  |
|       |       |       |       |       |       |          |          |          |          |          |          | Matusalen | Matusalen | Matusalen | Matusalen | Matusalen  | Matusalen  |            |            |            |            |      |      |        |        |        |        |        |        |      |     | Enoc       | Enoc       | Enoc       | Enoc       | Enoc       | Enoc       |         |         |         |         |         |         |  |  |  |  |  |  |  |  |  |  |  |  |  |  |  |  |  |  |  |  |  |  |  |  |  |  |  |  |  |  |
|       |       |       |       |       |       |          |          |          |          |          |          |           |           |           |           |            |            |            |            |            |            |      |      |        |        |        |        |        |        |      |     |            |            |            |            |            |            |         |         |         |         |         |         |  |  |  |  |  |  |  |  |  |  |  |  |  |  |  |  |  |  |  |  |  |  |  |  |  |  |  |  |  |  |
|       |       |       |       |       |       |          |          | Adah     | Adah     | Adah     | Adah     | Adah      | Adah      |           |           | Lamech     | Lamech     | Lamech     | Lamech     | Lamech     | Lamech     |      |      | Zillah | Zillah | Zillah | Zillah | Zillah | Zillah |      |     | Methuselah | Methuselah | Methuselah | Methuselah | Methuselah | Methuselah |         |         |         |         |         |         |  |  |  |  |  |  |  |  |  |  |  |  |  |  |  |  |  |  |  |  |  |  |  |  |  |  |  |  |  |  |
|       |       |       |       |       |       |          |          | Adah     | Adah     | Adah     | Adah     | Adah      | Adah      |           |           | Lamech     | Lamech     | Lamech     | Lamech     | Lamech     | Lamech     |      |      | Zillah | Zillah | Zillah | Zillah | Zillah | Zillah |      |     | Methuselah | Methuselah | Methuselah | Methuselah | Methuselah | Methuselah |         |         |         |         |         |         |  |  |  |  |  |  |  |  |  |  |  |  |  |  |  |  |  |  |  |  |  |  |  |  |  |  |  |  |  |  |
|       |       |       |       |       |       |          |          |          |          |          |          |           |           |           |           |            |            |            |            |            |            |      |      |        |        |        |        |        |        |      |     |            |            |            |            |            |            |         |         |         |         |         |         |  |  |  |  |  |  |  |  |  |  |  |  |  |  |  |  |  |  |  |  |  |  |  |  |  |  |  |  |  |  |
|       |       |       |       |       |       |          |          |          |          |          |          |           |           |           |           |            |            |            |            |            |            |      |      |        |        |        |        |        |        |      |     |            |            |            |            |            |            |         |         |         |         |         |         |  |  |  |  |  |  |  |  |  |  |  |  |  |  |  |  |  |  |  |  |  |  |  |  |  |  |  |  |  |  |
|       |       |       |       |       |       |          |          |          |          |          |          |           |           |           |           |            |            |            |            |            |            |      |      |        |        |        |        |        |        |      |     |            |            |            |            |            |            |         |         |         |         |         |         |  |  |  |  |  |  |  |  |  |  |  |  |  |  |  |  |  |  |  |  |  |  |  |  |  |  |  |  |  |  |
| Jabal | Jabal | Jabal | Jabal | Jabal | Jabal |          |          | Jubal    | Jubal    | Jubal    | Jubal    | Jubal     | Jubal     |           |           | Tubal Cain | Tubal Cain | Tubal Cain | Tubal Cain | Tubal Cain | Tubal Cain |      |      | Naamah | Naamah | Naamah | Naamah | Naamah | Naamah |      |     | Lamech     | Lamech     | Lamech     | Lamech     | Lamech     | Lamech     |         |         |         |         |         |         |  |  |  |  |  |  |  |  |  |  |  |  |  |  |  |  |  |  |  |  |  |  |  |  |  |  |  |  |  |  |
| Jabal | Jabal | Jabal | Jabal | Jabal | Jabal |          |          | Jubal    | Jubal    | Jubal    | Jubal    | Jubal     | Jubal     |           |           | Tubal Cain | Tubal Cain | Tubal Cain | Tubal Cain | Tubal Cain | Tubal Cain |      |      | Naamah | Naamah | Naamah | Naamah | Naamah | Naamah |      |     | Lamech     | Lamech     | Lamech     | Lamech     | Lamech     | Lamech     |         |         |         |         |         |         |  |  |  |  |  |  |  |  |  |  |  |  |  |  |  |  |  |  |  |  |  |  |  |  |  |  |  |  |  |  |
|       |       |       |       |       |       |          |          |          |          |          |          |           |           |           |           |            |            |            |            |            |            |      |      |        |        |        |        |        |        |      |     |            |            |            |            |            |            |         |         |         |         |         |         |  |  |  |  |  |  |  |  |  |  |  |  |  |  |  |  |  |  |  |  |  |  |  |  |  |  |  |  |  |  |
|       |       |       |       |       |       |          |          |          |          |          |          |           |           |           |           |            |            |            |            |            |            |      |      |        |        |        |        |        |        | Noah |     |            |            |            |            |            |            |         |         |         |         |         |         |  |  |  |  |  |  |  |  |  |  |  |  |  |  |  |  |  |  |  |  |  |  |  |  |  |  |  |  |  |  |
|       |       |       |       |       |       |          |          |          |          |          |          |           |           |           |           |            |            |            |            |            |            |      |      |        |        |        |        |        |        |      |     |            |            |            |            |            |            |         |         |         |         |         |         |  |  |  |  |  |  |  |  |  |  |  |  |  |  |  |  |  |  |  |  |  |  |  |  |  |  |  |  |  |  |
|       |       |       |       |       |       |          |          |          |          |          |          |           |           |           |           |            |            |            |            |            |            |      |      |        |        |        |        |        |        |      |     |            |            |            |            |            |            |         |         |         |         |         |         |  |  |  |  |  |  |  |  |  |  |  |  |  |  |  |  |  |  |  |  |  |  |  |  |  |  |  |  |  |  |
|       |       |       |       |       |       |          |          |          |          |          |          |           |           | Japheth   | Japheth   | Japheth    | Japheth    | Japheth    | Japheth    |            |            | Shem | Shem | Shem   | Shem   | Shem   | Shem   |        |        | Ham  | Ham | Ham        | Ham        | Ham        | Ham        |            |            | Egyptus | Egyptus | Egyptus | Egyptus | Egyptus | Egyptus |  |  |  |  |  |  |  |  |  |  |  |  |  |  |  |  |  |  |  |  |  |  |  |  |  |  |  |  |  |  |
|       |       |       |       |       |       |          |          |          |          |          |          |           |           | Japheth   | Japheth   | Japheth    | Japheth    | Japheth    | Japheth    |            |            | Shem | Shem | Shem   | Shem   | Shem   | Shem   |        |        | Ham  | Ham | Ham        | Ham        | Ham        | Ham        |            |            | Egyptus | Egyptus | Egyptus | Egyptus | Egyptus | Egyptus |  |  |  |  |  |  |  |  |  |  |  |  |  |  |  |  |  |  |  |  |  |  |  |  |  |  |  |  |  |  |
|       |       |       |       |       |       |          |          |          |          |          |          |           |           |           |           |            |            |            |            |            |            |      |      |        |        |        |        |        |        |      |     |            |            |            |            |            |            |         |         |         |         |         |         |  |  |  |  |  |  |  |  |  |  |  |  |  |  |  |  |  |  |  |  |  |  |  |  |  |  |  |  |  |  |
|       |       |       |       |       |       |          |          |          |          |          |          |           |           |           |           |            |            |            |            |            |            |      |      |        |        |        |        |        |        |      |     |            |            | Egyptus    |            |            |            |         |         |         |         |         |         |  |  |  |  |  |  |  |  |  |  |  |  |  |  |  |  |  |  |  |  |  |  |  |  |  |  |  |  |  |  |
|       |       |       |       |       |       |          |          |          |          |          |          |           |           |           |           |            |            |            |            |            |            |      |      |        |        |        |        |        |        |      |     |            |            |            |            |            |            |         |         |         |         |         |         |  |  |  |  |  |  |  |  |  |  |  |  |  |  |  |  |  |  |  |  |  |  |  |  |  |  |  |  |  |  |
|       |       |       |       |       |       |          |          |          |          |          |          |           |           |           |           |            |            |            |            |            |            |      |      |        |        |        |        |        |        |      |     |            |            | Pharaoh    |            |            |            |         |         |         |         |         |         |  |  |  |  |  |  |  |  |  |  |  |  |  |  |  |  |  |  |  |  |  |  |  |  |  |  |  |  |  |  |